# Koranga (rivière)
La rivière Koranga  (en anglais : Koranga River) est un cours d’eau du nord-est du Île du Nord  de la Nouvelle-Zélande

## Géographie
Il siège dans l’est du  Parc National de Te Urewera, au sud-ouest de la ville de Matawai, et s’écoule vers le nord-ouest pour atteindre sa convergence avec le fleuve Waioeka.